# Sea Star
Le Sea Star est un pétrolier sud-coréen ayant fait naufrage dans le golfe d'Oman en décembre 1972 à la suite d'une collision le 19 décembre avec un navire brésilien, le Horta Barbosa, et alors qu'il faisait route vers Rio de Janeiro, étant parti d'Arabie saoudite. Il finira par couler le 24 décembre, cinq jours après la collision.

## Déroulement du naufrage
Le 19 décembre 1972, le Sea Star, chargé d'environ 115 000 tonnes de pétrole brut entre en collision avec le Horta Barbosa, un navire brésilien. Le choc est tel que la coque, déchirée, laisse s'échapper le pétrole, et les deux navires prennent feu. Le Sea Star explose, tuant 12 membres de l'équipage. Alors que l'incendie du Horta Barbosa est rapidement maîtrisé en moins d'un jour, le Sea Star continue de brûler cinq jours plus tard. Le 24 décembre 1972, après plusieurs explosions, le navire finit par sombrer dans la matinée après avoir déversé 115 000 tonnes de pétrole.